# Kenton Duty

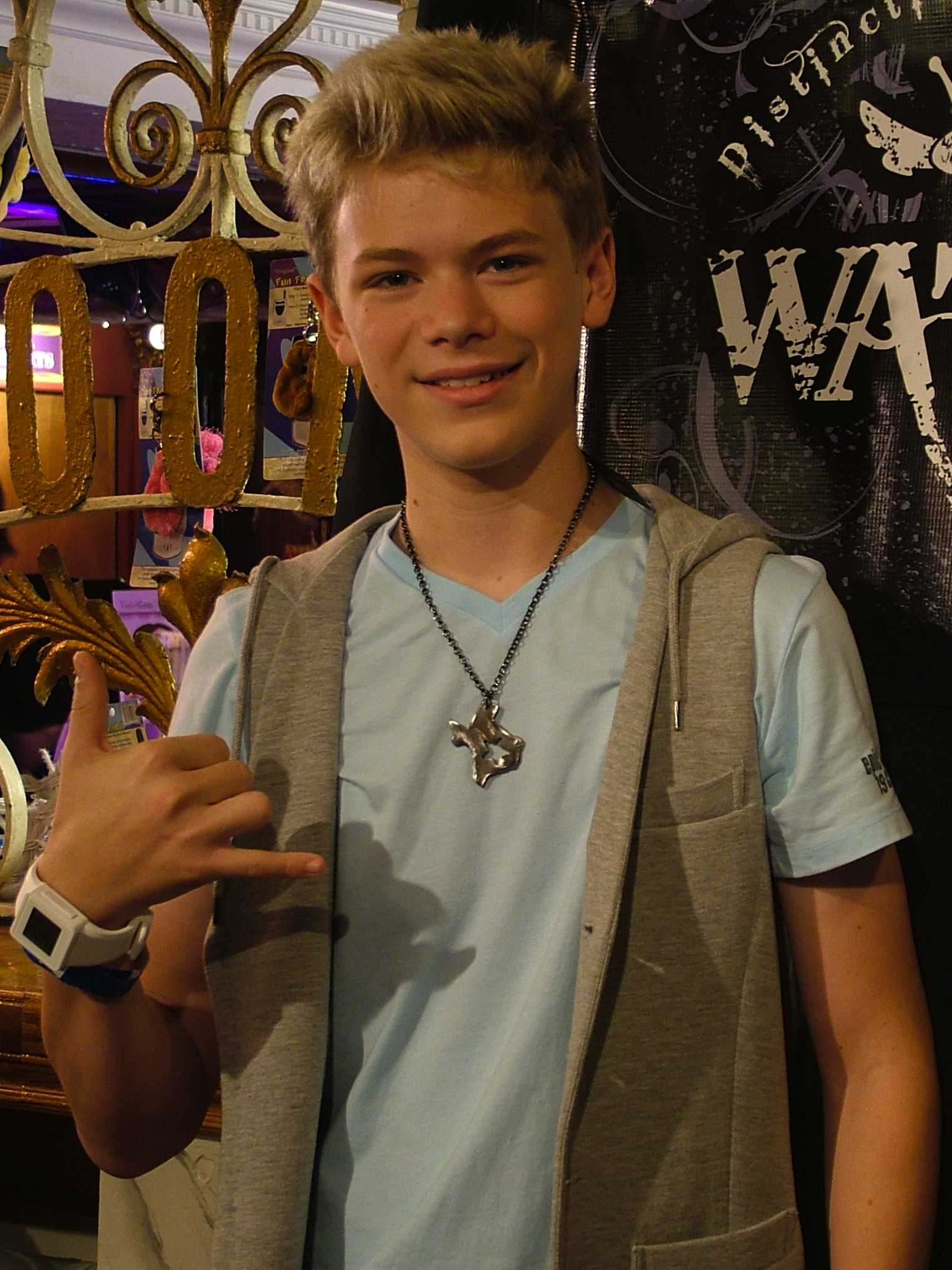
Kenton Duty im August 2010

Jeffrey Kenton Duty (* 12. Mai 1995 in Plano, Texas) ist ein US-amerikanischer Schauspieler.

## Leben
Kenton Duty verbrachte seine Kindheit mit seinen Eltern und seinen jüngeren Schwestern in Plano. Im Alter von neun Jahren nahm er an einem Musicalworkshop teil, weil er für die Schule besser vor Publikum sprechen sollte. Größere Bekanntheit erlangte Duty vor allem durch seine Rolle des jungen Jacobs in der Fernsehserie Lost als auch durch die Verkörperung des Austauschschülers Gunther Hessenheffer in der Disneyserie Shake It Up – Tanzen ist alles. Nachdem er in der ersten beiden Staffeln von Shake It Up eine Hauptrolle innehatte, tauchte er in der dritten Staffel in keiner weiteren Episode mehr auf.
2010 spielte er neben dem bekannten Bollywood-Star Shah Rukh Khan im Film My Name Is Khan eine Nebenrolle.

## Filmografie (Auswahl)
- 2006: Camp Winoaka
- 2007: Christmas in Paradise
- 2008: Cold Case – Kein Opfer ist je vergessen (Cold Case, Fernsehserie, Episode 6x07)
- 2009: Forget Me Not
- 2009: Blood Redemption (Two:Thirteen)
- 2010: My Name Is Khan
- 2010: Crazy on the Outside
- 2010: Lost (Fernsehserie, 4 Episoden)
- 2010–2012: Shake It Up – Tanzen ist alles (Shake It Up, Fernsehserie, 52 Episoden)
- 2012: Bedingungslos geliebt (Amazing Love)
- 2013: Contest